# Polnische Mathematikerschule
Die polnische Mathematikerschule bezeichnet eine kreative Mathematikergruppe, die in den 1920er und 1930er Jahren in Polen aktiv war. Die Zentren dieser Mathematikerschule lagen in Warschau, Lemberg und Krakau. Zu dieser Wissenschaftselite zählen Mathematiker wie Stefan Banach, Stanisław Ulam, Wacław Sierpiński, Samuel Eilenberg, Stanisław Leśniewski und andere. 